# Институт математики имени В. И. Романовского Академии наук Республики Узбекистан
Институт математики имени В. И. Романовского Академии наук Республики Узбекистан (узб. Oʻzbekiston Fanlar akademiyasi V.I. Romanovskiy nomidagi Matematika instituti ) — научная организация в структуре Академии наук Республики Узбекистан.
Находится в Ташкенте, улица Мирзы Улугбека, 81.
Институт издаёт «Узбекский математический журнал».

## Структура
В штате Института математики 72 научных сотрудника, в том числе пять академиков.

## История
Организован в ноябре 1943 года, первоначально как Институт математики и механики, вместе с организацией АН Узбекской ССР. В Институте наряду с собственно математическими направлениями развивалась механика, теоретическая геофизика, сейсмология, методы вычислений. Первым директором стал профессор Н. Н. Назаров (1943—1947). Затем Институт возглавляли профессор В. А. Джорджио (1947—1950), академик В. И. Романовский (1950—1952), академик В. А. Бугаев (1952—1957), академик С. Х. Сиражидинов (1957—1960 и 1962—1967), член-корреспондент В. И. Губин (1960—1962), академик М. С. Салахитдинов (1967—1985), академик Т. Д. Джураев (1985—1992 и 1997—2003), академик Ш. А. Аюпов (1992—1997), профессор Б. Б. Рихсиев (2003—2004). С 2004 года Институтом вновь руководит Ш. А. Аюпов.
С 1954 года Институт носит имя основателя ташкентской математической школы — академика АН Узбекской ССР В. И. Романовского (1879—1954).
В 1957 году вышел в свет первый номер «Узбекского математического журнала».
В Институте созданы научные школы алгебры и функционального анализа, дифференциальных уравнений, теории вероятностей и математической статистики.
В 1964 году на базе отделов Института были организованы Институт механики и сейсмостойкости сооружений, Институт кибернетики и Институт сейсмологии.
12 июня 2020 года Институт посетил Президент Узбекистана Шавкат Мирзиёев. Для Института построено новое здание в Студенческом городке в Алмазарском районе Ташкента. Планируется превратить Институт в просветительский центр.